# Mats Hedlund
Mats Hedlund, född 1957, är en svensk skådespelare. 
Efter studier vid Skara Skolscen 1977–78 genomgick Hedlund Teaterhögskolan i Stockholm 1987–90. Han har därefter varit verksam vid Kronobergsteatern, Riksteatern, Nya Pistolteatern och Stockholms Stadsteater, främst vid Unga Klara. 

## Filmroller
- Kärlek och hela alltihopa (1998)
- Barnen på Luna (2000)
- Besvärliga människor (2001)
- Beck – Enslingen (2001)
- Kronprinsessan (2006)
- Brevbärarens hemlighet (2006)

## Teater

### Roller (ej komplett)
| År   | Roll            | Produktion                                         | Regi            | Teater                   |
| ---- | --------------- | -------------------------------------------------- | --------------- | ------------------------ |
| 2003 | Dave Bukatinsky | Allt eller inget Terrence McNally och David Yazbek | Marianne Mörck  | Stockholms stadsteater   |
| 2004 | Philly Cullen   | Hjälten John Millington Synge                      | Thommy Berggren | Stockholms stadsteater   |
| 2012 | Kent            | Under hallonbusken Maria Blom                      | Jan Modin       | Helsingborgs stadsteater |